# Burgruine Rafenstein
Burgruine Rafenstein (også stavet Ravenstein og på italiensk: Castel Rafenstein) er en ruinen af en middelalderlig borg i Sydtyrol nordvest for byen Bolzano i Norditalien. Borgen ligger på en klippetop på den vestlige del af Talvera-dalen, sydøst kommunen Jenesien.
Borgen blev grundlagt i 1200-tallet, og brugt helt op til 1800-tallet, hvorefter den blev forladt og forfaldt. Fra omkring 2009 er der foregået renoveringer på ruinen, så den i dag er åben for publikum.

## Historie
Igennem middelalderen og op i 1800-tallet var dette en strategisk vigtig position, der kontrollerede den sekundære rute mellem Rauhenbühel og Bolzano. Navnet Rafenstein betyder "ravne sten". "stein" er den middelalderlig navn for klippe, eller bjerg.
Borgen nævnes første gang i 1217 under navnet Rauenstone, som et af biskoppen af Trentos len, som Adelpretus von Rafenstein nævnes som borgherre. Andre der nævnes er Berthold Schwab von Bozen (1222), Eberhard von Rafenstein (1236) og Morandin von Bozen (siden 1231). I 1255 blev borgen overdraget til de to brødre Friedrich og Beral von Wangen. Allerede i 1200-tallet blev den centrale bygning (palas) opført i den sydøstlige hjørne, samt den første ringmur, der sluttede med et tårn i den nordlige del borgen. Under fejden mellem Biskoppen og Hertugen Meinhard II af Tyrol, blev borgen belejret og næsten komplet ødelagt i 1277.
I 1358 blev borgen overtaget af Konrad Schinlein, som genopførte palas'en og dele af ringmuren. Under hertugskiftet fra Brandenburg til Habsburg dynastiet, blev borgen givet til Francisk von Auer i 1363, der siden blev ophøjet til ridder med eget våbenskjold og titlen von Rafenstain. Francisk von Rafenstains våbenskjold blev til borgens våbenskjold og består på baggrund azure (blå), en bjælke or (gul) , med tre franske liljer i azure. Francisk von Rafenstain fungerede som dommer i byen Arena (Gries) og Bolzano (Bozen) og døde den 8. December 1387. Hans eneste søn, Daniel, fulgte ham i graven kort tid efter i 1398 og dermed ophørte slægten. I mange af datidens lokale dokumenter, som for eksempel testamenterne fra det Hellig Ånd Hospital i Bozen, bevises giftepolitikken som meget udbredt. Francisk mistede sin kone under fødslen af deres eneste søn og valgte ikke at gifte sig igen efterfølgende. Dermed kom borgen til Goldecker slægten og allerede i 1398 figurer Alphard von Goldeck som ejer af Borgen, samt to huse i Bozens Oberen Markt, der tilhørte Francisk og hans kone, senere hans søn Daniel. Under Francisk von Rafenstain blev borgen færdig bygget og til forskel fra den oprindelig borg fra 1200-tallet, blev tårnet opført i den sydvestlige del af anlægget.
I 1456 skiftede borgen til Weineck-slægten og i 1500 til Gerstel slægten, som udførte en udbygning af borgen op til 1544. Borgens ringmurer mellem Palas og tårnet blev ombygget til en to-etage bygning, samt endnu en toetages bygning, der assimilerede den nordlig ringmur mellem tårnet og indgangsporten. Udover disse fornyelser, blev anlægget udvidet med en ny ringmur tilknyttet til fire rondeltårne samt et porttårn og fik dens tidstypiske renæssance udseende. 1563 skiftede borgen atter ejer til Daniel von Spaur og igen i 1585 til Franz Wettin. I 1599 blev borgen, der nu var ejet af Wolkenstein-familien, yderligere udbygget. Alle bygninger blev bragt på samme etage højde, samt udbygning af et kapel opført i sydtrakten ved hovedtårnet. I år 1600 forfattede Rafenstein Marx Sittich von Wolkenstein vigtige dele af sin "Landesbeschreibung" her på borgen. Han var ligeledes en af de første adelige, der opførte en raritetskabinet, hvor eksotiske arkæologiske fund blev udstillet, samt rester fra en nilkrokodille.
I løbet af 1700-tallet blev der slået huller igennem muren, for at forstørre vinduerne til den tidstypiske rokokostil. Det var ikke før 1800-tallet, at borgen blev forladt og begyndte at forfalde på grund af et bombardement i 1797 under Napoleonskrigene. Franske infanterister forskansede sig inde i borgen og den østrigske general Ernst Gideon von Laudon belejrede borgen præcis samme sted, som Meinhard II gjorde i 1277, men uden at vide det. Bombardementet har ødelagt hele den nord-østlig hjørne og gav borgen den udseende, den har i dag. Under udgravningerne i 2008-2014, fandt man ligeledes skelettet af en fransk soldat begravet i den nord-østlig hjørne, hvilket understøtter de historiske beretninger fra B. Weber. Uniformsknapperne af soldaten, tillige med alle andre arkæologiske fund er nu udstillet i et lille museum, som forefindes på 1. sal af porttårnet. Her ses også et model af borgen, som den så ud under Francisk von Rafenstains tid.
Efter restaureringen blev borgen udgravet til dens middelalderlig niveau og har afsløret den middelalderlig køkken i syd siden, samt to-tre meter hvidkalkede mure fra middelalderen og fine marmorfriser og søjler fra renæssancen.
Borgen ligger 692 moh. og kan nås via en stejl vej fra Bolzano, eller mere belejligt med bil fra statsvejen til Jenesien.
De omfattende restaureringer på borgen udført mellem 2008 og 2014 lykkedes ved hjælp af en dansk reenactmentgruppe med forbindelse til Middelaldercentret, der igangsatte projektet. De finansielle midler blev skaffet af foreningen Heimatschutzverein og institutionen Bozner Schlôsser. Siden 2014 har den været åben for publikum, dog kun igennem telefonisk forespørgsel, på grund af flere episoder med hærværk.